# Jackson Henríquez
Jackson José Henríquez Mujica (Caracas, 28 de fevereiro de 1985) é um jogador de vôlei de praia venezuelano.

## Carreira
Em 2005 disputou o Mundial Sub-21 em Rio de Janeiro e ao lado de Jesus Villafañe  obteve a medalha de prata.No ano de de 2006 formava dupla com Igor Hernández na edição Jogos Centro-Americanos e do Caribe de 2006 na cidade de Cartagena das Índias e conquistaram a medalha de pratae disputaram os Jogos Pan-Americanos de 2007 no Rio de Janeiro terminando a participação na fase de grupos.
No ano de 2014 competia com Jesus Villafañe na conquista da medalha de prata nos Jogos Centro-Americanos e do Caribe  sediados em Veracruz.